# Lagoa de Dentro
Lagoa de Dentro este un oraș în Paraíba (PB), Brazilia.